# آموزش موسیقی

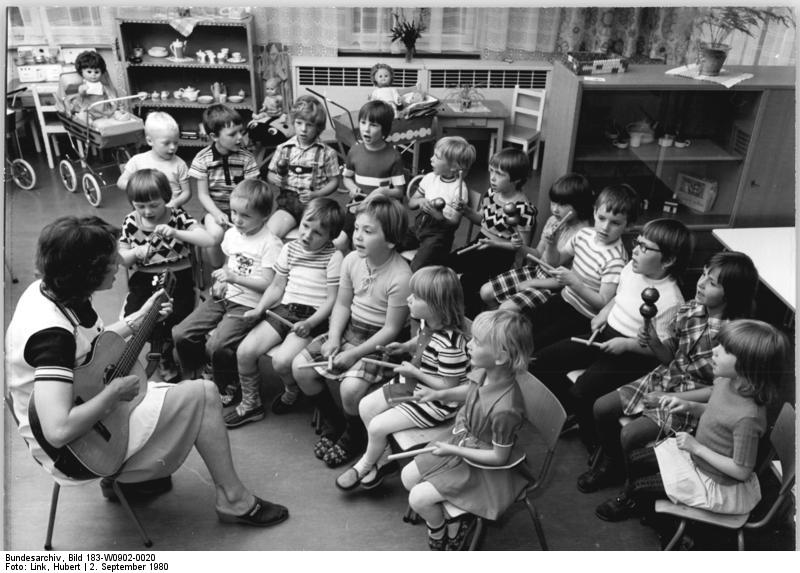
یک مربی مهد کودک آلمانی به دانش آموزان خود در زمینه آواز آموزش می‌دهد.

آموزش موسیقی یک رشته عملی است که در آن مربیان به عنوان معلمان موسیقی مقدماتی یا متوسطه، مدیران مدرسه یا هنرستان موسیقی برای مشاغل آموزش می‌بینند. همچنین، آموزش موسیقی یک حیطه تحقیقاتی است که در آن محققان تحقیقات اصلی در مورد روش‌های آموزش و یادگیری موسیقی را انجام می‌دهند. کارشناسان آموزش موسیقی یافته‌های خود را در مجلات معتبر منتشر می‌کنند و به دانشجویان دوره کارشناسی و کارشناسی ارشد در آموزش دانشگاه یا آموزشگاه‌های موسیقی که برای تبدیل شدن به استاد موسیقی تعلیم می‌بینند، آموزش می‌دهند.

## چه ساعتی از شبانه روز برای آموزش موسیقی مناسب است؟
بهترین زمان آموزش توجه به ندای درونی بدن است. به گفته علیرضا کیارشی محقق و خواننده ایرانی در بدن هر فرد یک سیستم زمانی بیولوژیکی ۲۴ ساعته وجود دارد که هوشمندانه ترین راه توجه به ساعت بیولوژیکی بدن است. 

## قرن بیستم میانه تا قرن بیست و یکم
جدول زیر برخی پیشرفت‌های قابل توجه از این دوره را نشان می‌دهد:
| تاریخ | رویداد اصلی                                    | اهمیت تاریخی برای آموزش موسیقی |
| ----- | ---------------------------------------------- | --- |
| ۱۹۵۰  | منشور حقوق کودک در موسیقی                      | MENC به‌طور رسمی از فلسفه دانشجویی حمایت کرد. |
| ۱۹۵۳  | انجمن مدیران گروه‌های مدارس آمریکا تشکیل شد     | جنبش باند سازمان یافته می‌شود. |
| ۱۹۵۷  | راه اندازی Sputnik                             | افزایش تمرکز برنامه درسی بر روی علوم، ریاضیات، و فناوری با تأکید کمتر بر آموزش موسیقی. |
| ۱۹۵۹  | پروژه موسیقی معاصر                             | هدف از این پروژه ساخت موسیقی معاصر مرتبط با کودکان، با قرار دادن آهنگسازان و مجریان حرفه ای در یک محیط یادگیری بود. منجر به جنبش جامع موسیقی شد. |
| ۱۹۶۱  | انجمن کارگردانان آواز آمریکا تشکیل شد          | جنبش کرال سازمان یافته می‌شود. |
| ۱۹۶۳  | سمینار ییل                                     | فدرال از آموزش هنر با تمرکز بر ادبیات کلاس موسیقی حرفه ای حمایت کرد. پروژه جولیارد منجر به جمع‌آوری و انتشار آثار موسیقی از دوره‌های مهم تاریخی برای مدارس ابتدایی و متوسطه می‌شود. |
| ۱۹۶۵  | اوقاف ملی برای هنرها                           | حمایت مالی فدرال و شناخت ارزشی که موسیقی در جامعه دارد. |
| ۱۹۶۷  | همایش Tanglewood                               | ایجاد فلسفه واحد و التقاطی آموزش موسیقی. تأکید ویژه بر موسیقی جوانان، آموزش موسیقی ویژه، موسیقی شهری و موسیقی الکترونیکی. |
| ۱۹۶۹  | پروژه GO                                       | ۳۵ هدف ذکر شده توسط MENC برای برنامه‌های آموزش موسیقی حرفه ای در مدارس دولتی. منتشر شده و به مربیان موسیقی توصیه می‌شود آن را دنبال کنند. |
| ۱۹۷۸  | سمپوزیوم Ann Arbor                             | تأکید بر تأثیر نظریه یادگیری در آموزش موسیقی در زمینه‌های: درک شنوایی، یادگیری حرکتی، رشد کودک، مهارت‌های شناختی، پردازش حافظه، تأثیر و انگیزه. |
| ۱۹۸۴  | سمپوزیوم موسیقی شدن توسط انسان                 | « سمپوزیوم وسلیان در مورد چشم اندازهای انسان‌شناسی اجتماعی در آموزش و یادگیری موسیقی» (میدل تاون، کنتیکت، ۶ تا ۱۰ اوت ۱۹۸۴). بر اهمیت زمینه فرهنگی در آموزش موسیقی و پیامدهای فرهنگی تغییر سریع جمعیت در ایالات متحده تأکید کرد.                                                                    |
| ۱۹۹۰  | سمپوزیوم چند فرهنگی در آموزش موسیقی            | به منظور آگاهی از تنوع فزاینده جمعیت مدارس آمریکایی، سمپوزیوم سه روزه برای معلمان موسیقی، توسط MENC، انجمن اتنوموزیکولوژی و مؤسسه اسمیتسونیان حمایت مالی شد تا بتوانند به تهیه مدل‌ها، مواد و روش‌هایی برای آموزش موسیقی فرهنگ‌های جهان به کودکان و جوانان مدرسه ای بپردازند.                         |
| ۱۹۹۴  | استانداردهای ملی آموزش موسیقی                  | در بیشتر دهه ۱۹۸۰ فراخوان اصلاحات آموزشی در همه دروس وجود داشت. این امر منجر به ایجاد استانداردهای ملی آموزش موسیقی توسط MENC شد. استانداردهای MENC توسط برخی از ایالت‌ها به تصویب رسید، در حالی که سایر ایالت‌ها استانداردهای خاص خود را تولید کرده یا تا حد زیادی از جنبش استاندارد پرهیز کرده‌اند. |
| ۱۹۹۹  | سمپوزیوم Housewright / Vision 2020             | فلسفه‌ها و شیوه‌های در حال تغییر را بررسی و نحوه آموزش موسیقی آمریکایی در سال ۲۰۲۰ را پیش‌بینی کرد. |
| ۲۰۰۷  | Tanglewood II: Charting the Future             | با تأمل در ۴۰ سال تغییر در آموزش موسیقی از زمان اولین سمپوزیوم Tanglewood در سال ۱۹۶۷، بیانیه ای در مورد اولویت‌های چهل سال آینده را تدوین کرد. |
| ۲۰۱۴  | استانداردهای ملی تجدید نظر شده در آموزش موسیقی | استانداردهای ملی ایجاد شده در سال ۱۹۹۴ با تأکید بر سواد موسیقی مورد بازنگری قرار گرفت. به جای ۹ استاندارد محتوا، ۴ فرایند هنری وجود دارد (ایجاد، اجرا، پاسخ و اتصال). |